# Drsný Harry
Drsný Harry (v anglickém originále Dirty Harry) je americký akční filmový thriller z roku 1971, který produkoval a režíroval Don Siegel a který je prvním dílem série o Drsném Harrym. Hlavní roli hraje Clint Eastwood, který se zde poprvé objevuje jako inspektor sanfranciské policie „Dirty“ Harry Callahan. Film čerpal ze skutečného případu Zodiaca, neboť postava Callahana pátrá po podobně krutém psychopatovi.
Drsný Harry byl u kritiky i komerčně úspěšný a určil styl celého žánru policejních filmů. Následovala čtyři pokračování: Magnum Force v roce 1973, Násilník v roce 1976, Náhlý úder v roce 1983 a Sázka na smrt v roce 1988.
V roce 2012 byl film vybrán Kongresovou knihovnou USA k uchování v Národním filmovém registru jako „kulturně, historicky a esteticky významný“.

## Děj
Psychopatický odstřelovač, známý jako „Scorpio“, zastřelí ženu plavající v bazénu na střeše mrakodrapu v San Francisku. Nechá za sebou výhrůžný dopis požadující 100 000 dolarů, jinak bude zabíjet dál. Případ vyšetřuje inspektor SFPD Harry Callahan. Starosta se rozhodne naoko přistoupit na Scorpiovy požadavky, aby získal čas. Během polední přestávky Harry překazí bankovní loupež a při konfrontaci s jedním z lupičů pronesl svou slavnou repliku o šestém výstřelu: „Cítíš se šťastný, grázle?“
Harry dostane nového nezkušeného parťáka, Chica Gonzaleze. Mezitím se Scorpio pokusí najít další oběť, ale unikne policejnímu vrtulníku. Když Scorpio zavraždí desetiletého chlapce, policie nastraží past, očekávající, že jeho dalším cílem bude katolický kněz. Ve výsledné přestřelce Scorpio zabije policistu a uteče. Další den pošle dopis s tvrzením, že unesl teenagerku Ann Mary Deacon, a požaduje 200 000 dolarů výkupného. Harry je pověřen předáním peněz a sleduje ho Chico pomocí odposlechu. Scorpio ho vede přes město až ke kříži na Mount Davidson, kde ho brutálně zbije a chystá se ho zabít. Chico zasáhne, ale je vážně postřelen. Harry se Scorpiovi ubrání a bodne ho do nohy, ale ten opět uniká.
Harry zjistí, že Scorpio navštívil nemocnici, a dozví se, že bydlí na stadionu Kezar. Tam ho vypátrá, postřelí do nohy a mučením ho donutí přiznat, kde držel unesenou dívku. Policie ji ale najde mrtvou. Okresní prokurátor Harryho kárá za nelegální získání důkazů, což znamená, že Scorpia musí propustit. Rozzuřený Harry ho začne sledovat na vlastní pěst, ale Scorpio ho zákeřně obviní z útoku poté, co si najme muže, aby ho zmlátil. Mezitím Chico oznamuje, že chce opustit policii a stát se učitelem.
Scorpio ukradne zbraň a unese školní autobus. Policii po telefonu diktuje své požadavky, včetně odletu ze země. Harry na něj čeká na nadjezdu a skočí na střechu autobusu. Scorpio havaruje a prchá do lomu, kde si vezme rukojmí. Harry ho postřelí a opakuje svou výhrůžku o počtu nábojů. Když se Scorpio pokusí sáhnout po zbrani, Harry ho zastřelí. Poté zahodí svůj policejní odznak do vody a odchází.